# Butterworth (Oost-Kaap)

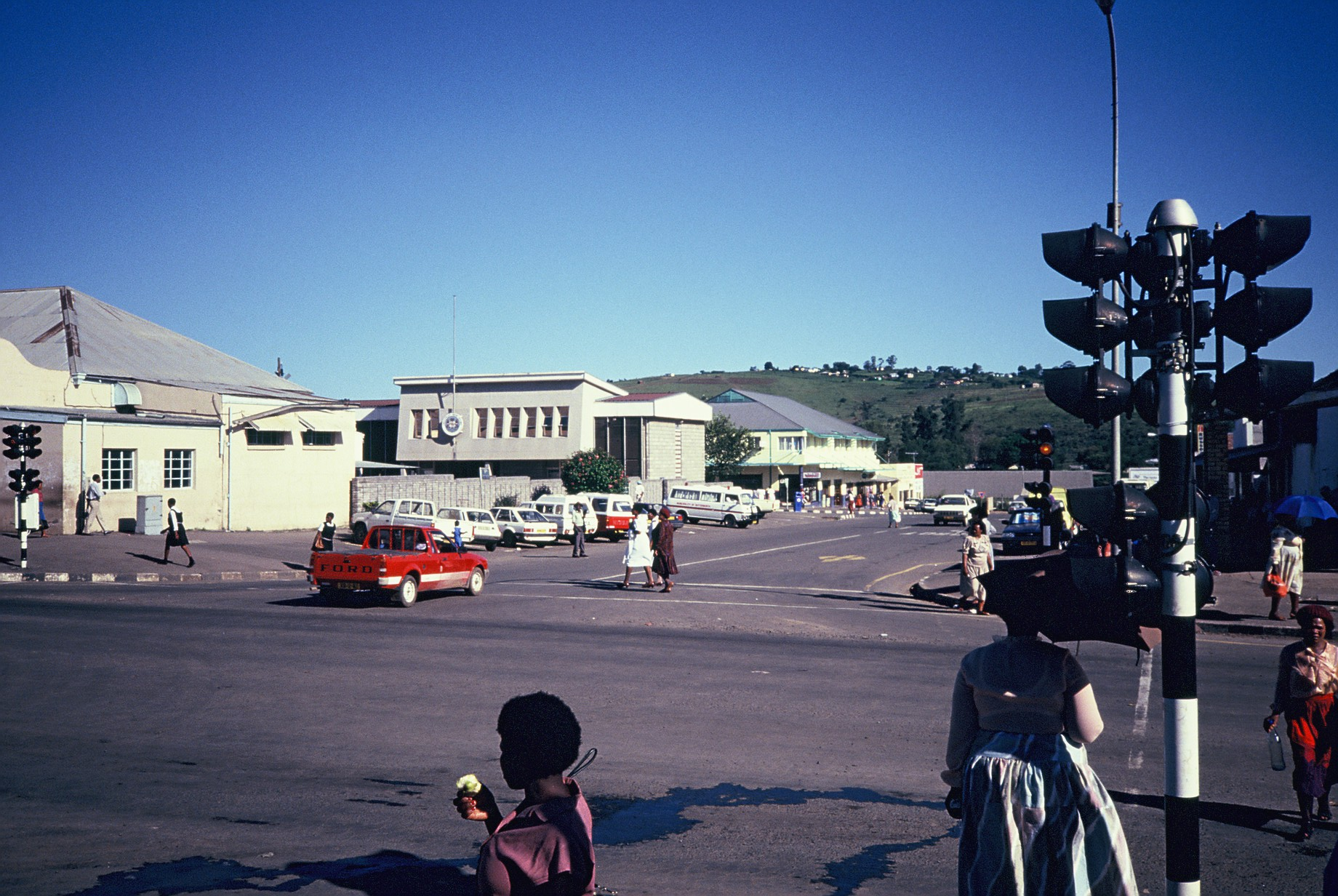
Butterworth

Butterworth is een stad in het Zuid-Afrikaanse district Amatole en is de hoofdplaats van de gemeente Mnquma. Butterworth ligt 111 km ten noorden van Oost-Londen op de autosnelweg N2 in de provincie Oost-Kaap en telt 44.000 inwoners. Er is veel toerisme aanwezig.

## Subplaatsen
Het nationaal instituut voor de statistiek, Stats SA, deelt sinds de census 2011 deze hoofdplaats in in 37 zogenaamde subplaatsen (sub place), waarvan de grootste zijn:
Butterworth Central • Butterworth Ext 7 • Cuba • Eskiti • IBika SP • Mcubakazi • Msobumvu • Siyanda • Vuli Vally • Zizamele.